# Gaspard Fritz
Gaspard Fritz (Ginevra, 18 febbraio 1716 – Ginevra, 23 marzo 1783) è stato un compositore e violinista svizzero.
Figlio di un violoncellista, studiò a Torino con Giovanni Battista Somis. Trascorse tutta la vita a Ginevra, ove svolse un'importante attività didattica. Frequentò circoli culturali stranieri, grazie ai quali la sua opera fu diffusa in Europa, ove raggiunse una discreta popolarità, soprattutto in Inghilterra.
Virtuoso del violino, la maggior parte delle sue composizioni sono dedicate a questo strumento. Si ricordano un concerto per violino e orchestra, le sei Sonate per due violini op.5, le sei Sonate per violino (o flauto) e basso continuo op.2 le 6 sonate per violino op 3, le sei Sinfonie a più strumenti op.6.